# Amayé-sur-Orne
Amayé-sur-Orne è un comune francese di 1 044 abitanti situato nel dipartimento del Calvados nella regione della Normandia.

## Società

### Evoluzione demografica
Abitanti censiti